# Patrick Sylvestre

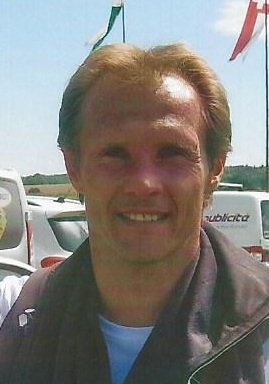
Patrick Sylvestre

Patrick Sylvestre (* 1. September 1968 in Bure) ist ein ehemaliger Schweizer Fussballspieler auf der Position Mittelfeld.
Seinen Anfang machte er in der Schweizer Fussballnationalmannschaft im Jahr 1989 bei einem Spiel gegen die Spanien. Bei der Fußball-Weltmeisterschaft 1994 war er in der Nationalmannschaft, spielte während des Turniers aber nur sieben Minuten gegen Rumänien. Das war sein letztes internationales Spiel. In der EM 1996 war er auf der Spielerliste, spielte aber nicht mit.

## Erfolge
- Champion der Schweizer Liga mit FC Sion[2]
- Schweizer Cup Champion 1993 mit FC Lugano[2]
- Schweizer Cup Champion 1996 mit FC Sion[2]
- Schweizer Cup Champion 1997 mit FC Sion[2]